# لعل بهادر فروتن
لعل بهادر فروتن (زاده: ۱۳۴۱، ولایت غور) سیاست‌مدار افغانستانی و نماینده کنونی مردم در شورای ولایتی ولایت غور است.

## حزب سیاسی
لعل بهادر فروتن عضویت حزب اسلامی افغانستان را دارد.